# Liard River
Der Liard River ist ein 1115 Kilometer langer linker Nebenfluss des Mackenzie River im Yukon-Territorium, den Nordwest-Territorien und in der Provinz British Columbia.

## Flusslauf
Der Fluss entspringt in den Pelly Mountains im südöstlichen Yukon. Er fließt in überwiegend östlicher Richtung. Dabei bildet er die nördliche Grenze der Rocky Mountains. Zwischen den Mündungen von Trout River und Toad River durchfließt der Liard River den so genannten „Grand Canyon of the Liard“, eine steilwandige Schlucht. Der Liard River mündet schließlich bei Fort Simpson, in den Nordwest-Territorien gelegen, in den Mackenzie River. Der Liard River entwässert ein Gebiet von etwa 277.100 km² und fließt durch das Liard River Valley.
In British Columbia liegen am Liard River mehrere Provincial Parks, unter anderem der Smith River Falls – Fort Halkett Provincial Park mit dem Wasserfall des Smith River kurz vor dem Zufluss in den Liard River, der Liard River Hot Springs Provincial Park mit seinen heißen Quellen und der Liard River West Corridor Provincial Park. In den Nordwest-Territorien passiert er, an der Einmündung des Blackstone River, den Blackstone Territorial Park.

## Geschichte
Der Name des Flusses wird von der französischen Bezeichnung „liard“ für die Kanadischen Schwarz-Pappeln (Populus deltoides) abgeleitet, die am Ufer des Flusses wachsen.

## Zuflüsse
- Beaver River
- Trout River
  - Muncho Lake
- Toad River
- South Nahanni River
- Muskeg River
- Petitot River
- Kotaneelee River
- Fort Nelson River
  - Muskwa River
    - Prophet River
- Kechika River
- Hyland River
- Dease River
- Frances River